# Октавіан Грама
Октавіан Грама (рум. Octavian Grama; нар. 15 грудня 1971, Сороки) — молдовський лікар, політик і державний службовець, який з 4 вересня 2015 року є депутатом Парламенту Республіки Молдова 20-го законодавчого зібрання (2014—2018) від Ліберально-демократичної партії Молдови (ЛДПМ). З листопада 2009 року по лютий 2011 року, а потім з квітня 2012 року по серпень 2015 року Октавіан Грама був заступником міністра охорони здоров'я. Раніше він був районним радником у Дондушенському районі (червень 2011 — січень 2013) та міським радником у місті Кодру (червень 2007 — червень 2011).
З 2007 року по теперішній час є віцепрезидентом ЛДПМ, відповідальним за здоров'я, волонтерство, постійне навчання та просування.
На парламентських виборах у Республіці Молдова в листопаді 2014 року Октавіан Грама балотувався з 29-го місця в списку кандидатів від ЛДПМ і спочатку йому не вдалося потрапити до парламенту, але після інавгурації кабінету міністрів на чолі з Валерієм Стрельцем та його відмови від посади заступника на користь прем'єр-міністра, у вересні 2015 року Грама замінив його в парламенті.
Октавіан Грама був учасником бойових дій із захисту цілісності та незалежності Республіки Молдова (1991—1992). Нагороджений медаллю «Пам'ятний хрест».
Одружений, має дитину.